# Самаркандский вестник
«Самарка́ндский ве́стник» — областная общественно-политическая газета на русском языке, учредителями которой являются Самаркандский областной Совет народных депутатов и Хокимия́т (Администрация) Самаркандской области. Офис газеты находится в центре города Самарканда, на улице Турсунова. Газета «Самаркандский вестник» имеет объединенную редакцию с узбекоязычной газетой «Зарафша́н», учредителями которой также являются Самаркандский областной Совет народных депутатов и Хокимият Самаркандской области.
Первый выпуск газеты вышел на свет 11 июня 1917 года, и таким образом «Самаркандский вестник» является одной из старейших газет в Узбекистане. В первые годы своего существования газета называлась «Самарканд». В последующие годы газета выходила под названиями «Голос Самарканда», «Пролетарий», «Узбекистанская правда» и «Ленинский путь». В сентябре 1991 года газета получила свое нынешнее название. Является одной из самых популярных русскоязычных газет в Самарканде. В газете работали и работают ряд известных в республике журналистов, корреспондентов, поэтов, писателей и общественных деятелей. Работниками газеты в прошлом являлись такие известные личности как Эль-Регистан (соавтор государственного гимна СССР) и другие. 